# L'Écho du Berry
L'Écho du Berry est un journal hebdomadaire d'informations générales et de proximité traitant de l’information nationale mais aussi locale du Berry, donc de l'Indre et du Cher, mais aussi du nord de la Creuse et de la forêt de Tronçais dans l'Allier,. 
Il est diffusé, chaque jeudi, à travers ses deux éditions, à près de 12 000 exemplaires (chiffres 2023).

## Historique
L'Écho du Berry est l’un des plus vieux journaux de France encore en activité : le premier numéro, sorti sous le nom « Petites affiches », date de 1819. Le journal est ensuite devenu « L'Écho de l’Indre », puis « L'Écho du Berry » en 1950.
C’est sous le règne de Louis XVIII que Marcel Arnault fonda « Les Petites Affiches et Avis divers de l’arrondissement de La Châtre » dont le premier numéro est daté du jeudi 18 mars 1819 ; il constitue en réalité le point de départ du journal de La Châtre. Armand Arnault succéda à son père le 16 mai 1843 et, cinq ans plus tard - le 13 mars 1848 très précisément -, au lendemain de la Révolution, les « Petites Affiches » changent de titre et paraît pour la première fois « L’Echo de l’Indre » dans un format à peu près identique à celui des quotidiens. Ce journal devint alors le journal de l’arrondissement de La Châtre.
Après Armand Arnault, deux hommes en assurèrent la publication, Henri Robin de 1872 à 1893, et M. Montu de 1893 à 1913. Puis, pendant soixante-seize ans, c’est la famille Bourg qui fut propriétaire du journal, Alfred de 1913 à 1958 et son fils Maurice de 1958 à 1989. C’est au lendemain de la Seconde Guerre mondiale que le journal fut dans l’obligation de changer de nom afin d’obtenir l’autorisation de paraître de nouveau, d’où le nom actuel : « L'Écho du Berry ».
Après François-Pierre Lobbies (1989-1992), le journal fut repris en 1993 par Florence et Nicolas Forissier. Pendant huit ans, une nouvelle équipe l’a redressé et modernisé. Une deuxième édition a également vu le jour en 1999 à Saint-Amand-Montrond (Cher) où a été créée une nouvelle agence.
D'octobre 2001 à décembre 2010, L'Écho du Berry a ensuite été dirigé par Daniel Juillard qui a étoffé le contenu du journal avec de nouvelles rubriques et développé son rayonnement dans l’Indre et dans le Cher. Le nombre d’abonnés dépassait pour la première fois de son existence la barre des 6 000 en décembre 2009.
De 2011 à 2020, ses principaux actionnaires sont La Manche Libre et Sogemedia. Depuis décembre 2020, La Manche Libre en est l'unique actionnaire. Benoit Leclerc en est le directeur de la publication et Ludovic Mesnard le directeur délégué et rédacteur en chef. Le journal a poursuivi son développement en étendant sa couverture rédactionnelle et en proposant de nouvelles rubriques à ses lecteurs.
L'Echo du Berry a fêté ses 200 ans en 2019 (lire l'article dédié paru dans L'Echo du Berry du 21 mars 2019 et la revue de presse), avant de moderniser sa maquette à travers une nouvelle formule voulue plus moderne, plus claire, dévoilée le 7 octobre 2021 à l'occasion de la sortie de son 3 500e numéro.
L'Echo du Berry, en collaboration avec EdB organisation, est à l'origine de la création du Salon des vins du Berry et de la gourmandise de La Châtre (première édition les 12 et 13 avril 2025).
La SARL L'Echo du Berry emploie actuellement 19 personnes, dont 8 journalistes. L'Echo du Berry a été choisi, en 2025, par l'ONISEP et l'Alliance de la presse d'information générale pour participer à la réalisation d'une vidéo sur le métier Journaliste en presse régionale destinée à aider les collégiens et les lycéens dans leur orientation.

## Zone de couverture géographique
L'Écho du Berry, qui couvre un bassin de vie de plus 130 000 habitants, est publié à travers deux éditions : « L'Indre et sa région » et « Le Cher et sa région » .
Pour l’édition de l’Indre, les zones couvertes sont les suivantes : 
- La Châtre
- Neuvy-Saint-Sépulchre
- Sainte-Sévère
- Aigurande
- Eguzon
- Saint-Benoit-du-Sault
- Saint-Gaultier
- Argenton-sur-Creuse
- Ardentes
- Boussac (Creuse)
- Bonnat (Creuse)
- Châtelus-Malvaleix (Creuse)
- Dun-le-Palestel (Creuse)
- La Souterraine (Creuse)
- Châteaumeillant (Cher)
- Lignières (Cher)
- Le Châtelet (Cher)

Pour l’édition du Cher, les zones couvertes sont les suivantes : 
- Saint-Amand-Montrond
- Charenton-du-Cher
- Saulzais-le-Potier
- Châteaumeillant
- Lignières
- Le Châtelet
- Châteauneuf-sur-Cher
- Dun-sur-Auron
- Sancoins
- Levet-Trouy
- Saint-Florent-sur-Cher
- La Guerche-sur-l'Aubois
- Nérondes
- Cérilly (Allier)

L'Écho du Berry est habilité pour recevoir et publier les annonces judiciaires et légales (vie des sociétés, changement de nom patronymique ou de régime matrimonial, déclaration d'insaisissabilité) pour l'ensemble des départements de l'Indre, du Cher et de la Creuse.

## Diffusion
En 2024, la diffusion totale a été la suivante :
- Édition de l’Indre : 6 388 exemplaires.
- Édition du Cher : 4 215 exemplaires.

soit au total 10 603 exemplaires toutes éditions
Un journal hebdomadaire régional, comme l'Echo du Berry, est lu en moyenne par 3 personnes et repris en main 3,3 fois par chaque lecteur (source ONE 2016-2017). 

## Distinctions
L'Écho du Berry a reçu par trois fois (1997, 2001 et 2004) une « Étoile de l’OJD » dans la catégorie Presse hebdomadaire régionale et départementale ; trophée récompensant la plus forte progression des ventes.